# 서울 화계사 명부전 지장보살도
서울 화계사 명부전 지장보살도(서울 華溪寺 冥府殿 地藏菩薩圖)는 서울특별시 강북구 수유동, 화계사에 있는 조선시대의 불화이다. 2016년 8월 4일 서울특별시의 유형문화재 제390호로 지정되었다.

## 개요
화계사 명부전의 본존인 지장보살삼존상의 후불화로 봉안되어 있으며, 중앙의 지장보살삼존을 중심으로 4왕과 6보살, 사천왕상이 좌우에 대칭되게 늘어서 있고 화면 상단 좌우에는 각각 9구씩의 화불이 그려짐. 9구의 화불들이 구름을 타고 하강하는 모습은 지장보살도에서는 거의 찾아 볼 수 없는 특이한 구성이다.
화기에 의하면 1878년 화산당 재근(華山堂 在根)이 수화승이며, 19세기 왕실의 상궁들이 조성 발원하였다.
조선 말기 서울 경기지역 불화의 특징을 잘 보여주는 작품으로서, 서울특별시 유형문화재로 지정하여 보호할 가치가 있다고 판단된다.

## 조사보고서
현재 화계사 명부전의 본존인 지장보살삼존상의 후불화로 봉안되어 있다. 화면 부분에 걸쳐 얼룩과 오염이 있으며, 본존과 권속들의 광배, 중앙 하단의 화기 등이 부분적으로 훼손되었으나 보존상태는 비교적 양호한 편이다.
가로로 긴 직사각의 화면에는 중앙의 지장보살삼존을 중심으로 4왕과 6보살, 사천왕상이 좌우에 대칭되게 늘어서 있으며, 화면 상단 좌우에는 각각 9구씩의 화불이 그려져 있다. 화면에 표현된 존상의 수는 많지 않지만, 화면에는 상하좌우 거의 여백이 없이 존상들로 꽉 차있다.
본존 지장보살은 원형의 두광(頭光)와 금빛의 신광(身光)을 갖추고 청연대좌(靑蓮臺座) 위에 결가부좌(結跏趺坐)하였다. 머리는 체발형(剃髮形)이며, 사각형에 가까운 얼굴에는 이목구비가 작게 묘사되었다. 몸에는 붉은 법의를 통견(通肩) 형식으로 걸쳤으며, 법의 가장자리는 화려한 화문으로 단을 대어 장식하였다. 오른손은 하품중생인(下品中生印) 모양으로 엄지와 중지를 맞대고 왼손에는 투명한 여의주를 들고 있다. 목에는 삼도(三道)가 뚜렷하며, 보살상답게 목에는 화려한 목걸이를 걸치고 있다.
지장보살 무릎 아래 좌우 쪽에는 협시인 도명존자(道明尊者)와 무독귀왕(無毒鬼王)이 투명한 두광을 지니고 합장한 채 서 있다. 젊은 비구 모습의 도명존자는 승복차림에 지장보살의 지물인 육환장(六環杖)을 대신 들고 있는데, 석장두(錫杖頭)에 그려진 화불(化佛)이 대웅전 후불화 중 지장보살상 석장과 유사하여, 같은 화원이 두 불화를 함께 그렸음을 확인할 수 있다. 도명존자와 마주한 무독귀왕은 관과 복장이 왕의 모습으로 합장한 채 서 있다.
시왕은 10구 중 4구만 묘사되었다. 이처럼 시왕이 축소되어 표현되는 것은 19세기 지장시왕도에서 볼 수 있는 것으로, 화면의 크기가 축소되면서 나타난 현상으로 생각된다.
시왕은 문관복에 원유관을 쓰고 홀을 들었으며, 시왕 옆으로는 6구의 보살이 큼직하게 표현되었다. 6보살은 <예수십왕생칠경>에 나오는 육광보살, 즉 지장보살을 포함해 용수보살, 구고관세음보살, 타라니보살, 금강장보살, 상비보살로, 지장보살의 육도능화(六道能化)의 보살이라는 것을 나타낸 것이다.
지장보살도에 육광보살을 함께 묘사하는 것은 조선전기 지장보살도에서부터 보이는데, 시왕이 함께 표현된 지장시왕도 형식에서는 주로 지장보살도의 상단에 표현되지만, 시왕이 생략되는 명부전 후불화로 조성되는 지장보살도에서는 이 불화에서처럼 지장보살의 좌우에 묘사되는 것이 일반적이다.
여섯 보살은 모두 화려한 보관을 쓰고 합장하거나 연꽃, 금강저 등 지물을 들고 본존을 향해 시립하였다.
화면의 가장자리에는 사천왕이 투구 및 관을 쓰고 각각의 지물을 들고 서있다. 화면 왼쪽 상단의 천왕상은 비파, 그 아래쪽 상은 검을 들고 있으며, 우측의 천왕상은 당(幢)과 보탑(寶塔), 용(龍)과 화염보주(火焰寶珠)를 들고 있다. 이 그림에서의 사천왕상 투구와 갑옷의 견갑과 복갑 등이 대웅전 후불그림과 동일한 것은 같은 화원에 의해 그려졌기 때문이다.
한편, 화면 상단 좌우 끝 쪽에는 각 9구의 화불들이 구름을 타고 하강하는 모습이 그려져 있다. 이러한 모습은 지장보살도에서는 거의 찾아 볼 수 없는 특이한 구성으로, 이 그림만의 특징이라 할 수 있다.
채색은 붉은색과 녹색이 주색을 이루면서 백색과 금색, 청색 등이 함께 사용되었다. 본존의 두광을 이처럼 금박으로 꽉 채워 칠하는 기법과 명도 높은 청색의 사용, 사천왕의 얼굴과 손 등에 보이는 음영 표현 등은 19세기 후반 서울·경기지역 불화의 특징을 잘 보여준다. 필선은 가늘면서도 섬세한 편으로, 지장보살과 권속들을 능숙하게 표현하였다.
그림 하단에는 세 군데로 나뉘어 화기(畵記)가 적혀있다. 화기에 의하면 이 불화는 1878년 상국무진생황씨(尙宮戊辰生黃氏), 상궁을해생홍씨(尙宮乙亥生洪氏), 상궁갑술생황씨 무심화(尙宮甲戌生黃氏 無心花), 상궁신사생남씨 보적화(尙宮辛巳生南氏 寶積花), 상궁갑오생정씨 광도화(尙宮甲午生鄭氏 廣度花), 상궁을해생이씨(尙宮乙亥生李氏) 등의 시주로 화계사 중단탱으로 조성되었으며, 화산당 재근(華山堂 在根)을 위시한 7명의 화원이 그렸다고 한다.
수화승인 화산당 재근은 19세기 후반에 경기지역을 중심으로 활동하던 화승으로, 그림 뿐 아니라 화승 뿐 아니라 조각승으로도 활동했다.
화기에 의해 볼 때 재근은 화계사 승려였던 것을 알 수 있는데, 활동 초창기에 사미승(沙彌僧)의 신분으로 1868년 남양주 흥국사 신중도 조성에 동참하면서 금곡당 영환(金谷堂 永煥)·경선당 응석(慶船堂 應釋)과 같은 수화승들과 화연(畵緣)관계를 맺었으며, 이후 약 10여년 이상을 경기지역 뿐 아니라 강원도·충청도·경상도 등지에서 수화승이나 동참화승으로 왕성하게 작품활동을 하였다.
이 불화는 수화승 재근이 3년 전인 1875년 개운사 지장보살도의 동참화승으로 참여하였을 때 경험을 살려 모본을 응용하여 제작한 지장보살도이다. 19세기 왕실의 상궁들이 조성 발원한 불화로, 상궁들이 대시주로 참여하여 조성한 왕실불화의 성격을 잘 보여주듯 화려한 금박의 사용과 섬세한 필치가 돋보인다.
조선 말기 서울 경기지역 불화의 특징을 잘 보여주는 작품으로서, 서울특별시 유형문화재로 지정하여 보호할 가치가 있다고 판단된다.

## 참고 자료
- 서울 화계사 명부전 지장보살도 - 국가유산청 국가유산포털